# Palmen-Taggecko
Der Palmen-Taggecko (Phelsuma dubia), auch Sansibar-Taggecko oder Olivgrüner Taggecko genannt, ist eine tagaktive Geckoart. Er ist die am weitesten verbreitete Phelsumen-Art. Er lebt auf Kokospalmen und an Häusern.

## Merkmale
Phelsuma dubia ist etwas „einfach“ gefärbt, meist graubraun, grün bis blau. Die Männchen werden ausgewachsen ungefähr 16 cm groß und die Weibchen bleiben knapp darunter. Die Jungtiere stechen mit einem prächtig leuchtenden, orangegelben Schwanz und etlichen blauen Punkten am Habitus hervor.

## Verbreitung und Herkunft
Phelsuma dubia ist die am weitesten verbreitete Art der Phelsumen. Er kommt in Madagaskar, auf den Komoreninseln, in Sansibar, Tansania und Kenia vor.

## Lebensraum
Palmen-Taggeckos leben in den schwülwarmen Regionen, nahe dem Meer, vorwiegend auf Palmen. Hin und wieder trifft man sie auch an Häusern.

## Lebensweise
Diese Art frisst Insekten, wie zum Beispiel Fliegen und kleine Grillen. Auch Nektar und Honig gehört gelegentlich zu ihrer Nahrung. Die Männchen von können untereinander sehr aggressiv sein und dulden kein anderes Männchen in ihrem Revier. Auch die Weibchen streiten sich oft. Phelsuma dubia ist am späten Vor- und Nachmittag am aktivsten. Männchen bilden ein Revier, das sie gemeinsam mit mehreren Weibchen bewohnen.

## Haltung im Terrarium
Der Palmen-Taggecko wird nicht sehr oft im Terrarium gehalten. Dabei ist er sehr robust und einfach zu halten und ist auch für Anfänger ausgesprochen gut geeignet. Bei guter Pflege strahlt er in voller Farbenpracht.